# Bigger, Better, Faster, More!
| Recensione | Giudizio |
| ---------- | -------- |
| AllMusic   |          |

Bigger, Better, Faster, More! è l'unico album in studio del gruppo musicale statunitense 4 Non Blondes, pubblicato il 13 ottobre 1992 dalla Interscope Records.

## Tracce
1. Train – 3:42 (Linda Perry)
2. Superfly – 4:37 (Linda Perry, Katrina Sirdofsky)
3. What's Up? – 4:55 (Linda Perry)
4. Pleasantly Blue – 2:28 (Linda Perry)
5. Morphine & Chocolate – 4:44 (Shaunna Hall)
6. Spaceman – 3:40 (Shaunna Hall, Linda Perry)
7. Old Mr. Heffer – 2:16 (Wanda Day, Shawna Hall, Christa Hillhouse, Linda Perry)
8. Calling All the People – 3:17 (Wanda Day, Shawnan Hall, Christa Hillhouse, Linda Perry, Dawn Richardson)
9. Dear Mr. President – 4:43 (Linda Perry)
10. Drifting – 3:31 (Linda Perry)
11. No Place Like Home – 3:08 (Wanda Day, Shawna Hall, Christa Hillhouse, Linda Perry)

## Formazione
4 Non Blondes
- Linda Perry – voce, chitarra acustica, chitarra elettrica
- Roger Rocha – chitarra
- Christa Hillhouse – basso, voce
- Dawn Richardson – batteria

Altri musicisti
- Shaunna Hall – chitarra
- Rory Kaplan – mellotron
- Suzie Katayama – violoncello
- Louis Metoyer – chitarra
- Dave Rickets – tastiera
- Laurent Tardy – pianoforte

Produzione
- David Tickle – produzione, missaggio
- Paul Dieter, Mark Hensley, Jesse Kanner, Kent Matcke, Laurent Tardy – ingegneria del suono
- Stephen Marcussen – mastering
- Mark Ryden – direttore artistico

## Classifiche
| Classifica (1993)         | Posizione massima |
| ------------------------- | ----------------- |
| Australia                 | 4                 |
| Austria                   | 1                 |
| Germania                  | 1                 |
| Italia                    | 4                 |
| Norvegia                  | 1                 |
| Nuova Zelanda             | 10                |
| Paesi Bassi               | 1                 |
| Regno Unito               | 4                 |
| Stati Uniti               | 13                |
| Stati Uniti (heatseekers) | 1                 |
| Svezia                    | 1                 |
| Svizzera                  | 1                 |